# Wenduinebank

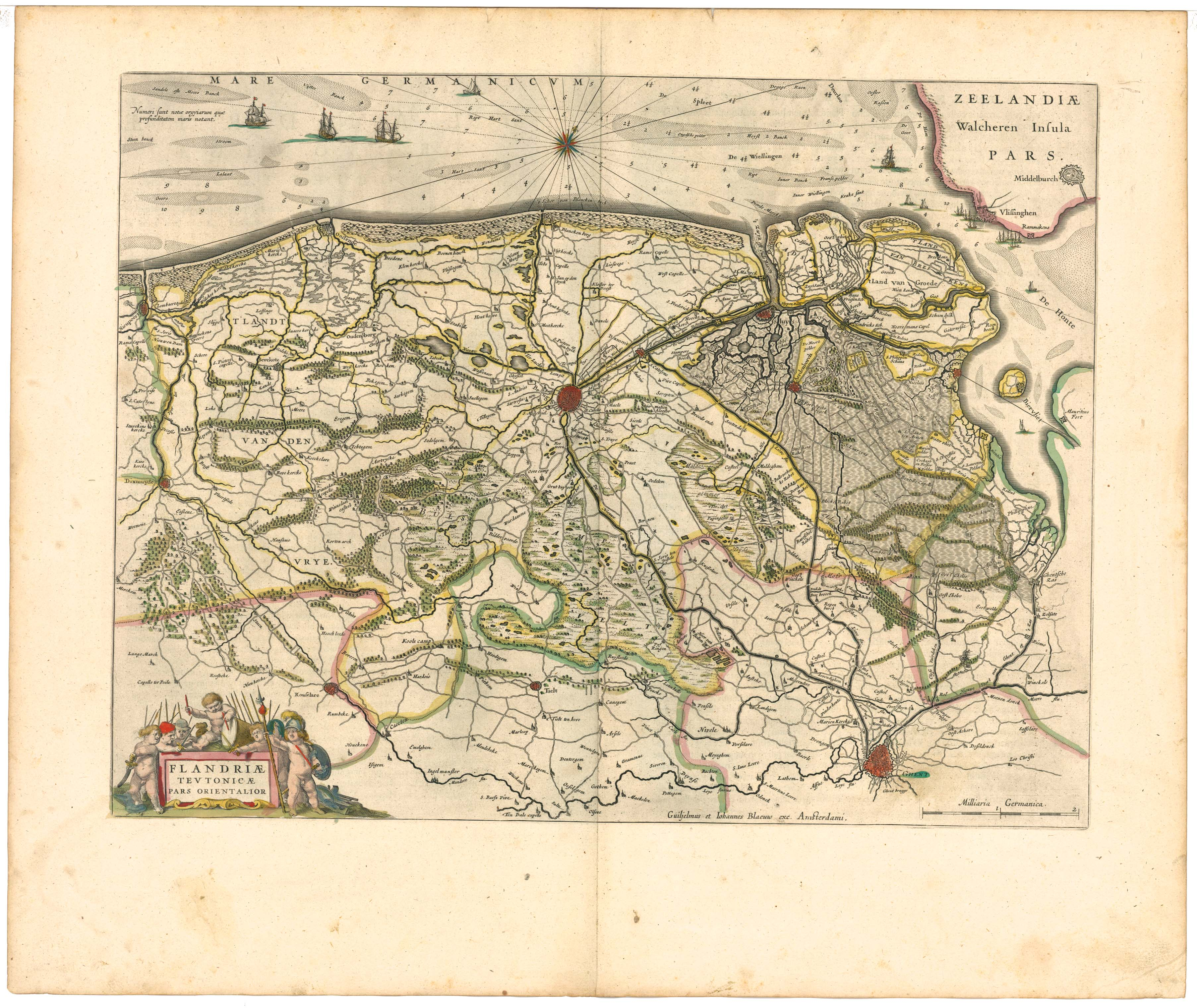
De Wenduinebank als Hart Sant (zie nabij de roos) op een kaart van Joan Blaeu uit 1662.

De Wenduinebank is een zandbank in de Noordzee, op zo'n 5km voor de kust vanaf Bredene tot Zeebrugge. Vroeger was de Wenduinebank verbonden met de ondiepte van de Paardenmarkt en verderop het Zwin, maar door de uitbouw van de Haven van Zeebrugge werd deze connectie letterlijk doorbroken. De Wenduinebank sluit sindsdien aan op de westelijke havendam van Zeebrugge, waardoor in feite een sedimentval wordt gevormd tussen de zandbank, de havendam en het strand. Dit gedeelte van de kust heeft dan ook te maken met sterke verzanding en verondieping.
Er zijn plannen geweest om op deze zandbank een windmolenpark aan te leggen. Dit werd geweigerd door de Minister van Leefmilieu vanwege een te drukke bezetting van de zeehorizon, een verhoogd risico op scheepvaartongevallen en het vernietigen van een van de trekcorridors van trekvogels op weg naar het zuiden. In de plaats van op de Wenduinebank werden de windmolens op de Thorntonbank gebouwd.
De Wenduinebank stond vroeger ook gekend als Hart Sandt of Hindersteen, afgeleid van het blijkbaar harde, vaste oppervlak van de zandbank. 